# ComunidadMujer
ComunidadMujer es una organización de la sociedad civil chilena constituida el año 2002 que impulsa la transformación social, cultural, normativa y organizacional para promover la igualdad de género y el avance de las mujeres en diferentes ámbitos de la sociedad. El propósito y compromiso de la organización es que las mujeres nazcan y desarrollen su vida en una sociedad con iguales derechos y oportunidades en línea con el Objetivo de Desarrollo Sostenible N°5 de la Agenda 2030 para el Desarrollo Sostenible de las Naciones Unidas. 

## Historia
La corporación se fundó en 2002 por alrededor de 40 mujeres expertas en distintos ámbitos del quehacer social, lideradas por Esperanza Cueto Plaza, quien ocupó la presidencia de la organización durante 11 años. Entre sus integrantes históricas destacan Margarita María Errázuriz, Cristina Bitar, Bernardita Méndez, Anita Holuigue, María Elena Wood, María Teresa Ruiz, Marcela Ríos, Mercedes Ducci, Patricia Politzer, Eugenia Weinstein, Paula Escobar, Andrea Repetto, Janet Awad, entre otras, integrantes del consejo consultivo que, actualmente, convoca a más de 70 mujeres líderes. Su actual presidenta ejecutiva es Alejandra Sepúlveda Peñaranda. Desde esa fecha han centrado su quehacer en acciones de incidencia vinculadas con educación sin sesgos de género, mujer y trabajo, prevención de las distintas formas de violencia de género (tanto física como digital) y en el liderazgo política y público de las mujeres.
La organización también ha realizado más de 60 estudios, propuestas de políticas públicas e informes sobre las principales brechas  de género en Chile y ha abogado por cambios organizacionales y en las políticas para promover la igualdad de género.
Desde 2006 han puesto a disposición fondos concursables destinados a fortalecer el trabajo de organizaciones comunitarias lideradas por mujeres que impulsen la igualdad de derechos y oportunidades entre mujeres y hombres en el territorio.
En 2018 la corporación lanzó su libro "Las niñas pueden", en el cual reunió parte de la trayectoria de la organización, junto con historias de distintas mujeres para inspirar a otras.
Su agenda tiene foco en la educación sin sesgos de género, en participación laboral con corresponsabilidad, y en el liderazgo político y público de las mujeres.

## Incidencia
Desde 2010 la corporación ha hecho investigaciones de interés público que son un aporte significativo al estudio de la brecha de género existente en Chile. Mediante la difusión de diversos estudios ha permitido visibilizar y dimensionar la desigualdad de género en diferentes ámbitos, incluyendo el mercado laboral, la educación y la política.
Asimismo, antes de cada ciclo político, la organización publica un documento que consolida los principales desafíos y propuestas respecto de la agenda de género del país. 
En marzo de 2020 publicó el primer reporte “¿Cuánto aportamos al PIB?”, estudio señero en Chile que implementó una metodología cuantitativa para medir y visibilizar el aporte al producto interno bruto de Chile del trabajo doméstico y de cuidado no remunerado. El reporte fue parte de la iniciativa “Juntas en Acción”, plataforma que reunió organizaciones de la sociedad civil por los derechos de las mujeres y que facilitó el intercambio de experiencias y capacidades entre las entidades participantes y la visibilización de información en torno a tres ejes temáticos: la prevención y erradicación de la violencia contra las niñas y las mujeres; la autonomía económica; y, la participación y representación política de las mujeres. La iniciativa fue realizada con el apoyo financiero de la Unión Europea.
En 2021 ComunidadMujer da continuidad a la investigación presentada en marzo de 2020, proporcionando evidencia internacional sobre un conjunto de iniciativas que buscan reconocer el trabajo de cuidados no remunerado y que han sido viabilizadas en diversos contextos sociales, políticos y económicos, a través del informe "¿Cuánto aportamos al PIB?. Reflexiones y estrategias para reconocer el trabajo de cuidados no remunerado en Chile”.
El mismo año, la organización se hizo parte del proceso constituyente chileno, articulando una red de mujeres por la paridad, liderando cabildos en todo el territorio nacional, realizando campañas informativas en alianza con organismos internacionales y dando a conocer sus propuestas de una Constitución para la Igualdad de Género.
Dentro de su modelo de incidencia se encuentra una activa participación en comisiones, grupos expertos, trabajo parlamentario e instancias de interlocución y colaboración público-privada.
Hace más de una década que la organización realiza intervenciones en escuelas y material pedagógico para trabajar estas temáticas en el aula y al interior de las familias. Desde 2022 desarrollaron capacitaciones y talleres para docentes y otros actores del sistema educativo con el objetivo de sensibilizar sobre la importancia de la igualdad de género en la educación y proporcionar herramientas para integrar la perspectiva de género en el aula.

#### Mentoría ComunidadMujer
La organización cuenta con una red de mentores y mentoras dirigida a hacer un acompañamiento exclusivamente a mujeres que desean potenciar el liderazgo, impulsar el desarrollo de carrera, emprendimientos y creación de redes. Con esto la corporación ayuda a que las mujeres puedan acelerar su crecimiento y desarrollo profesional, lo que, a su vez, puede tener un impacto positivo en la diversidad y equidad de género en la gestión empresarial y en la sociedad en general.

#### Asesoría estratégica
La organización ofrece asesoría a organizaciones para el desarrollo de estrategias y planes de acción para la diversidad e igualdad de género, incluyendo el codiseño de programas, instrumentos de evaluación, procesos de acompañamiento y acciones para que entidades públicas y privadas avancen en forma progresiva y sostenida en los desafíos que demanda la aplicación del enfoque de género a la gestión organizacional, a nivel interno y hacia la comunidad.

## Reconocimientos
El año 2019 ComunidadMujer recibió el segundo lugar del Premio de Investigación "Healthy Women, Healthy Economies" (Mujeres Saludables, Economías Saludables) entregado por el Foro de Cooperación Económica de Asia-Pacífico (APEC) por el "Informe GET 2018: Género, Educación y Trabajo. Avances, contrastes y retos de tres generaciones". El informe contenía un estudio longitudinal que examinó la desigualdad de género en tres generaciones de mujeres y hombres en Chile e identificó el equilibrio entre la vida laboral y personal y su efecto en la capacidad de las mujeres para ingresar y permanecer en la fuerza laboral como un tema clave para avanzar hacia la igualdad.   
En 2022, la campaña “Carga mental, estar a cargo, también es carga” obtuvo doble bronce en los premios de la Asociación Chilena de Publicidad ACHAP, galardón que distingue las ideas que le entregan valor estratégico a las marcas, los negocios y las personas. Carga Mental ganó bronce en las categorías Film (Clásicas) y Creatividad Efectiva (Impacto & Alcance), distinción que la sitúa entre las mejores campañas nacionales del año, según el máximo galardón de la industria de la publicidad local. El jurado nacional e internacional estuvo integrado por 80 expertos, creativos y creativas de gran trayectoria.